# F506i
ムーバ F506i（ムーバ エフ ごー まる ろく アイ）は、富士通製のNTTドコモ向けの携帯電話(mova)端末である。

## 概要
2003年夏モデルのF505iをモデルチェンジした、506iシリーズの富士通製端末で、mova最後の富士通製端末となった。
カメラ画素数がF505i・F505iGPSの約124万画素から約204万画素にスペックアップし、メインディスプレイの画面サイズが2.2インチから2.4インチに拡大された。なお、F505iGPSで搭載されたGPSは非搭載だった。
また、初の指紋認証付き携帯電話となったF505iから改良された「スライド式指紋センサー」を搭載。指紋読み取り部分がF505iの縦7mm×幅7mmから、縦30mm×幅10mmに拡大され、指を滑らせて認証できるようになった。

## 歴史
- 2004年4月27日：N506i・D506iと同時にドコモより発表。
- 2004年5月19日：発売開始。
- 2012年3月31日：movaサービス終了により使用はこの日限りとなる。